# Чернов Олексій Сергійович
Олексій Сергійович Чернов (рос. Алексей Сергеевич Чернов, нар. 3 червня 1998, Козельськ, Калузька область, Росія) — російський футболіст, воротар клубу «Уфа».

## Ігрова кар'єра
Олексій Чернов народився у місті Козельськ Калузької області. На професійному рівні грати у футбол починав у головній команді області — ФК «Калуга».
Влітку 2017 року Чернов підписав довготривалий контракт з клубом РПЛ «Уфа». Але одразу воротар не зумів потрапити до основи і захищав кольори фарм-клубу «Уфа-2» у першості ПФЛ. 11 червня 2019 року під час матчу на турнірі «Переправа» Олексій Чернов забив гол зі своєї половини поля у ворота юнацької збірної Росії.
У липні 2019 року Чернов зіграв свій перший матч у основі «Уфи» у матчі Прем'єр-ліги проти «Урала».